# Trichoferus holosericeus
Trichoferus holosericeus és una espècie de coleòpter polífag de la família dels cerambícids. Es distribueix per tota la Regió Mediterrània.
Els adults tenen una longitud entre 13 i 24 mm. Són de color marró rogenca, i estan coberts d'una pilositat blanquinosa. Les antenes arriben a fer 2/3 de la llargària corporal.
La larva s'alimenta de la fusta de molt diversos arbres de fulla caduca, com ara Juglans, Ficus, Populus, Prunus, Castanea, Quercus, etc. Els adults es poden trobar entre juny i agost amb un cicle vital que dura entre 2 i 3 anys.